# Areszt Śledczy Ostrołęka
Areszt Śledczy Ostrołęka – areszt śledczy znajdujący się w Ostrołęce przy ul. Romualda Traugutta 19. Obiekt był w stanie przyjąć 134 mężczyzn. Obsługiwał sądy i prokuratury Ostrołęki, Ostrowi Mazowieckiej, Przasnysza oraz Wyszkowa. Od 2012 był zamknięty, a w 2022 otwarto w nim Muzeum Żołnierzy Wyklętych.

## Historia
Historia jednostki sięga roku 1903, kiedy to władze carskie postawiły na terenie obecnego aresztu więzienie. Budynki więzienne doznały tylko niewielkich zniszczeń w czasie I oraz II wojny światowej. W kwietniu 1940 r. aresztowano około 200 osób, z których część osadzono w Ostrołęce a resztę wywieziono do Działdowa, skąd później rozesłano do obozów w Buchenwald, Dachau czy Mauthausen. Wśród osób osadzonych w ostrołęckiej jednostce znaleźli się m.in. Adam Kukliński i Józef Psarski.
Po zakończeniu wojny jednostka była więzieniem karno-śledczym nadzorowanym przez Ministerstwo Bezpieczeństwa Publicznego. Od roku 1956 areszt podlegał Ministerstwu Sprawiedliwości, a od 1980 OZZK w Warszawie.

## Oddział Zewnętrzny w Przytułach Starych
W kwietniu 2006 r. Urząd Miasta w Ostrołęce przekazał w zarząd Ministerstwa Sprawiedliwości kilka zabudowanych hektarów ziemi w Przytułach Starych, które wcześniej planowano przeznaczyć na szkołę rolniczą oraz wydział zamiejscowy Katolickiego Uniwersytetu Lubelskiego. Budynki zaadaptowano na półotwarty zakład karny zdolny pomieścić 491 skazanych z podgrupą klasyfikacyjną P-2 oraz R-2.
W trakcie realizacji jest budynek administracyjny oraz pawilon typu zamkniętego o pojemności 264 skazanych.